# Pseudobagrus kaifenensis
Pseudobagrus kaifenensis är en fiskart som först beskrevs av Tchang, 1934.  Pseudobagrus kaifenensis ingår i släktet Pseudobagrus, och familjen Bagridae. Inga underarter finns listade.
Det latinska namnet kaifenensis syftar på den kinesiska staden Kaifeng.